# Souhaits dangereux
 (avril 2025).
Motif : ou sont les références secondaires centrées qui démontrent l'admissibilité ?
- Archive Wikiwix
- Bing
- Cairn
- DuckDuckGo
- E. Universalis
- Gallica
- Google
- G. Books
- G. News
- G. Scholar
- Persée
- Qwant
- (zh) Baidu
- (ru) Yandex
- (wd) trouver des œuvres sur Wikidata

| 1. | Préciser le motif de la pose du bandeau. | Précisez le motif de la pose du bandeau en utilisant la syntaxe suivante : {{admissibilité à vérifier\|date=avril 2025\|motif=remplacez ce texte par le motif}}                         |
| 2. | Informer les utilisateurs concernés.     | Pensez à avertir le créateur de l'article, par exemple, en insérant le code ci-dessous sur sa page de discussion : {{subst:avertissement admissibilité à vérifier\|Souhaits dangereux}} |

Souhaits dangereux (Be Careful What You Wish For...) est un roman fantastique et horrifique américain pour la jeunesse de la collection de livres Chair de poule écrite par R. L. Stine.
Dans la collection française éditée par Bayard Poche, ce livre est le vingtième de la série et est sorti le 13 septembre 1996. La version française du livre est traduite de l'américain par Nathalie Vlatal. Dans l'édition originale américaine, il est le douzième de la collection, paru en octobre 1993.
Ce roman a, par la suite, été adapté en épisode pour la série télévisée éponyme Chair de poule.
L'élément perturbateur n'est pas matériel comme les autres récits (un miroir, un pantin, une bague, une chambre, un appareil-photo, une barre de chocolat, etc.), ici c'est un souhait.

## Résumé
Samantha Byrd, surnommée Sam, est une adolescente de douze ans. Basketteuse beaucoup trop grande pour son âge et très maladroite, Sam est le souffre-douleur de Judith, une fille exécrable complice d'une autre peste, Anna. Un jour, Judith dépasse vraiment les bornes et ainsi Sam s'enfuit de l'école à vélo, enragée. Elle arrive devant un terrain vague où elle rencontre une étrange femme, Clarissa. Sam l'aide à trouver la route de Moss Avenue. Pour remercier l'adolescente, l'inconnue lui demande de faire trois vœux. C'est là que le cauchemar commence, car, si les vœux, au début demeurant non réalisés, se réalisent de manière amusante, ils prennent un aspect négatif et de plus en plus terrifiant au fil du temps avec des conséquences désastreuses.

## Description de l'illustration de couverture du livre français
L'illustration représente Clarissa, l'inconnue que Samantha aidera a retrouver son chemin dans l'histoire, elle possède des cheveux bruns, un nez fin et une peau un peu mate. Elle tient entre ses mains une boule de cristal rouge. L'arrière plan représente un ciel nuageux avec des petits rayons de lumière derrière les nuages.

## Sous-titre
Le sous-titre français du livre est : Regrettable rencontre.

## Titre original
Le titre original est Be Careful What You Wish For... - littéralement : Fais attention à ce que tu souhaites !. À l'origine, le livre s'appelait Be Careful when you make a wish - ce qui signifie : Fais attention quand tu fais un vœu.[réf. nécessaire]

## Adaptation télévisée
Ce livre a bénéficié d'une adaptation télévisée dans la série télévisée Chair de poule.

## Numérotation et titre
L'épisode est le 20e de la série, et le 1er de la deuxième saison. Il a été diffusé pour la première fois aux États-Unis le 10 août 1996 et en France le 1er décembre 1997.
Le titre original de l'épisode est exactement le même que celui du livre, tout comme le titre français.

## Liens
- Ressources relatives à la littérature :   - Internet Speculative Fiction Database
  - NooSFere